# Matollar

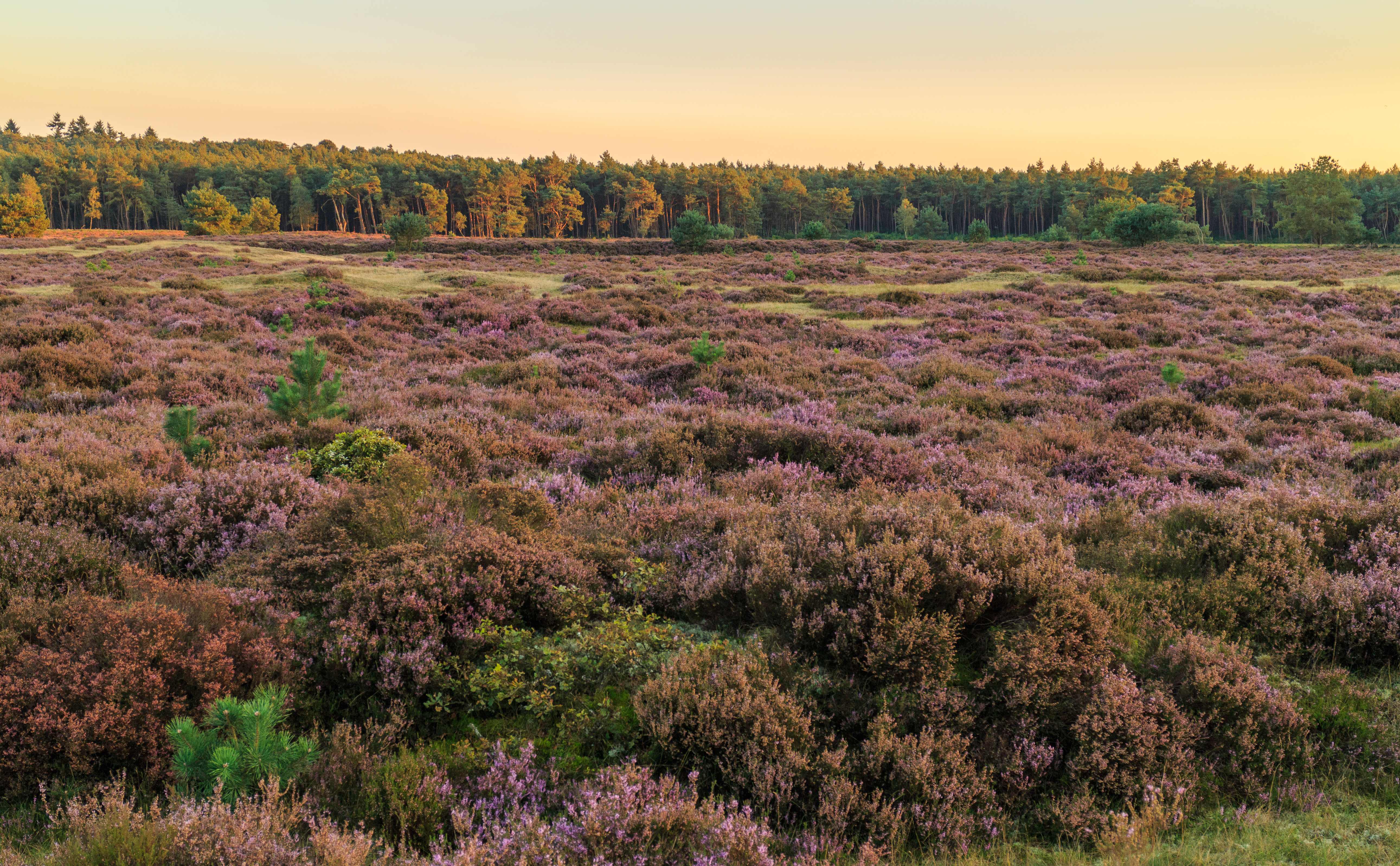
Vegetació de matollar amb un bosc en segon pla

El matollar (dit també matasser, matissar, matada o mateguer) és un camp caracteritzat per una vegetació dominada per arbustos i mates, i que sovint inclou gespes, plantes de port herbaci i plantes geòfites. El matoll també pot sorgir a conseqüència de l'activitat humana en la naturalesa. Pot ser la vegetació madura en una regió particular i seguir d'una manera estable durant un període, o una comunitat transitòria que es desenvolupi temporalment com a resultat d'un disturbi, tal com el foc. El matoll pot ser inadequat per a l'habitació humana a causa del perill de catàstrofes com els incendis.
En anglès, el terme corresponent a matoll (shrubland) va ser imprès per primera vegada en 1903.

## Concepte
En botànica i ecologia, un matoll o arbust està definit com una planta més ramificada que un arbre, amb menys de 8 m d'altura i usualment amb moltes tiges. Es considera matoll alt si té entre 2 i 8 m, baix d'1 a 2 m i un subarbust si és menor d'1 m. D'altra banda, es considera que si el fullatge és dens amb una cobertura superior a 70 %, serà un matoll tancat, i si és menor de 70 % un matoll obert.

### Matoll xeròfil

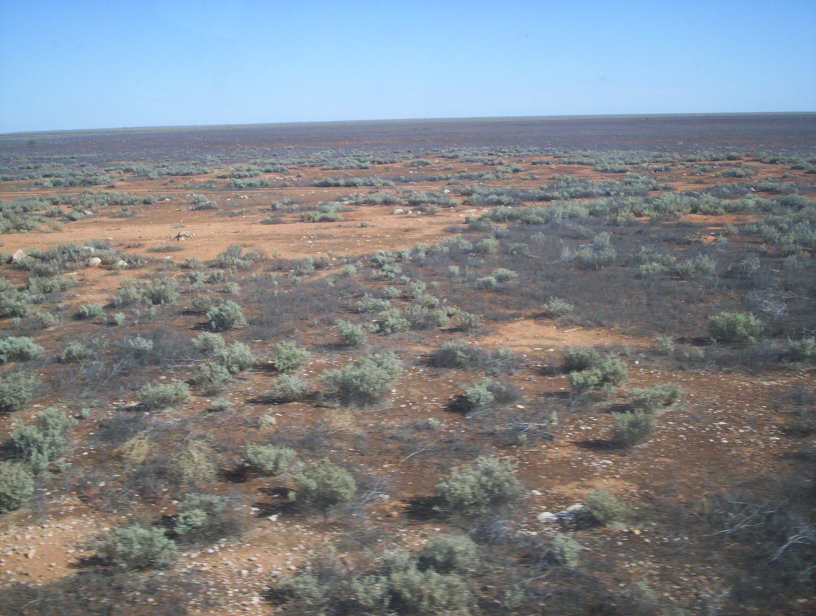
Matollar xeròfil de la plana de Nullarbor a Austràlia.

El matoll xeròfil es produeixen en els semideserts o en àrees de ràpid drenatge dels sòls arenosos en regions més humides. Aquests matolls es componen de plantes amb adaptacions al clima sec (xeròfiles), la qual cosa inclou fulles petites per a limitar la pèrdua d'aigua, espines per a protegir-se dels animals de pastura, fulles o tiges suculentes, òrgans per a emmagatzematge d'aigua i arrels pivotants llargues per a arribar a les aigües subterrànies.

### Matollars mediterranis

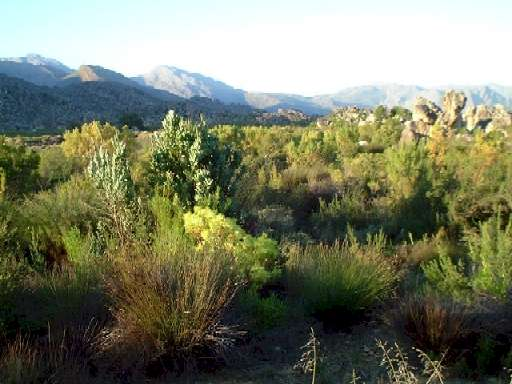
Fynbos a Sud-àfrica

Els matollars mediterranis es troben d'una manera natural en el bioma del bosc mediterrani, localitzat en les cinc ecoregions del món de clima mediterrani. Els matolls són més comuns prop de les costes, i s'han adaptat sovint al vent i a l'aire carregat de sal de l'oceà. Els matolls baixos, amb fulles suaus que es troben al voltant de la conca mediterrània es coneixen com:
- Màquia a Itàlia
- Garriga o màquia a França
- Phrygana a Grècia
- Timoneda a Espanya
- Batha a Israel
- Garriga a Califòrnia
- Fynbos a Sud-àfrica
- Matoll a Xile
- Kwongan al sud-oest d'Austràlia.

### Páramo

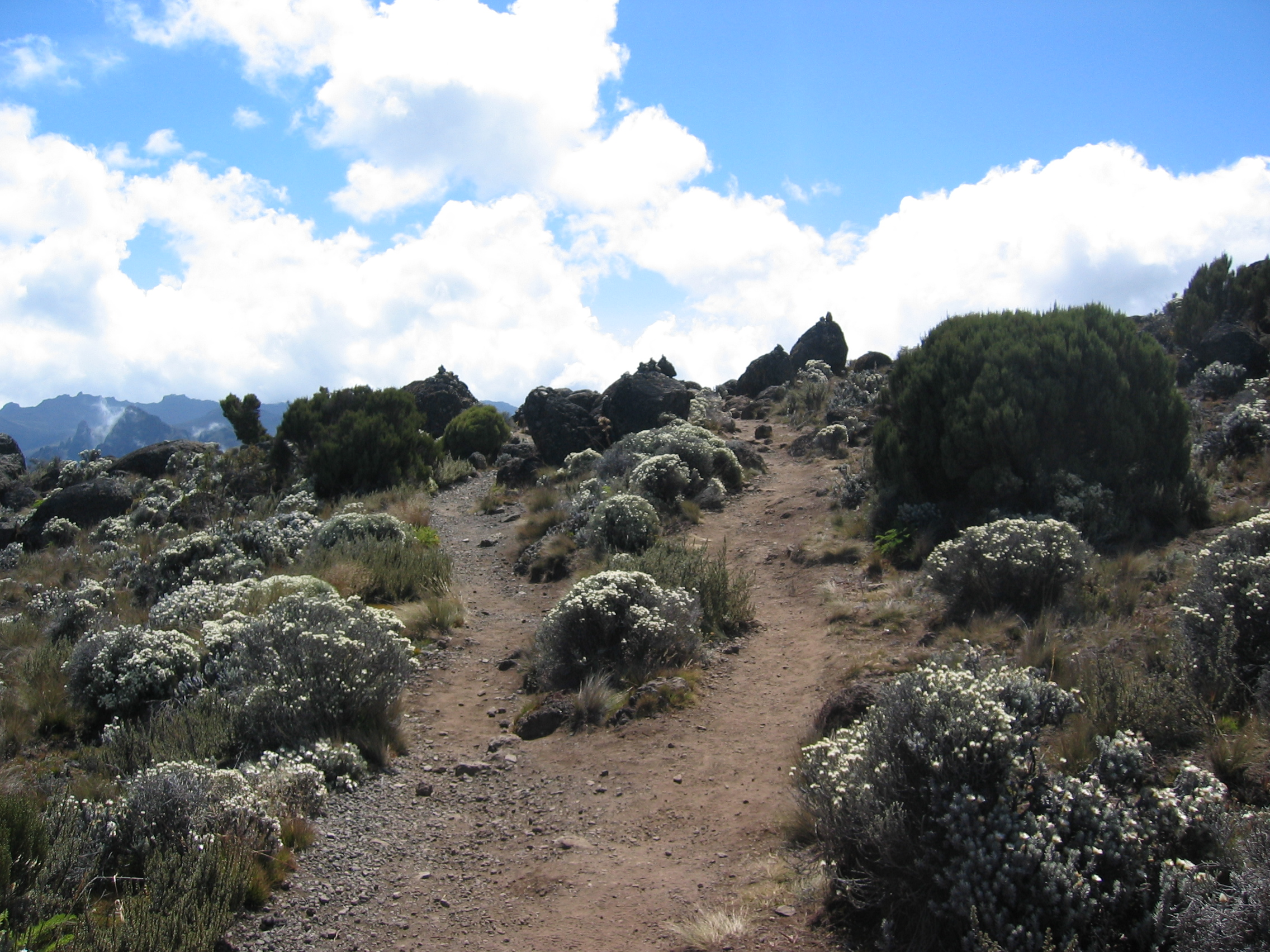
Páramo en el Kilimanjaro

El páramo és un ecosistema tropical de muntanya de matollar baix que es desenvolupa per sobre del bosc montà i té el seu límit en els gels perpetus. Als Andes, hi ha páramos de la serralada de Mèrida (Veneçuela), travessant les cadenes muntanyenques de Colòmbia i l'Equador, fins als Páramos de la Serralada Central (al Perú).
També n'hi ha a Costa Rica, Àfrica, Àsia i Nova Guinea.

### Matollars d'interior
Els matolls d'interior es troben d'una manera natural en zones semiàrides on els sòls són pobres en nutrients, com ara en els «matos» de Portugal que són determinats pels esquistos cambrians i silurians. El breñal de Florida és un altre exemple de màquia d'interior.

### Arbustos nans
Alguns tipus de la vegetació es componen de subarbustos: de creixement rabassut o arbustos rèptils. Aquests inclouen la màquia de climes mediterranis, i els arbustos nans de terrenys àcids de landes i paramera.

### Altres matolls
La vegetació de matoll també es troba com a part constituent d'altres hàbitats, com ara praderies, landes i la vegetació de les dunes.